# EV Lacertae
EV Lacertae (Gliese 873, HIP 112460) är en ensam stjärna belägen i den mellersta delen av stjärnbilden Ödlan och är den närmaste stjärnan till solen i den delen av himlen. Den har en skenbar magnitud av ca 10,26 och kräver ett mindre teleskop för att kunna observeras. Baserat på parallax enligt Gaia Data Release 3 på ca 197,96 mas beräknas den befinna sig på ett avstånd av ca 16,5 ljusår (ca 5,05 parsec) från solen. Den rör sig närmare solen med en heliocentrisk radialhastighet av ca -0,2 km/s.

## Observation

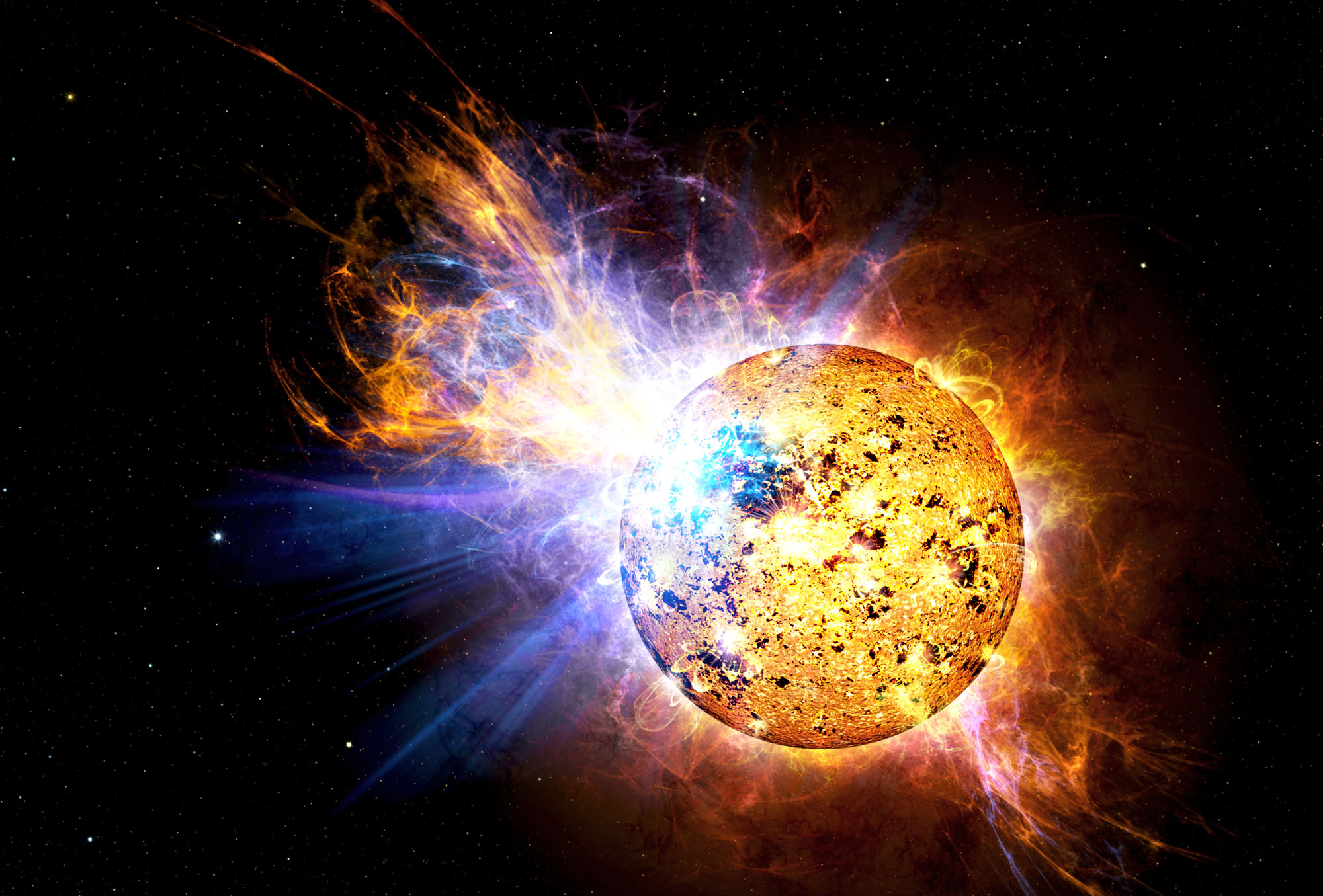
Konstnärens föreställning om en flare på EV Lacertae.

Den 25 april 2008 observerade NASA:s Swiftsatellit en rekordstor flare från EV Lacertae. Flaren var tusentals gånger kraftigare än den största observerade solflaren. Flaren skulle ha varit synlig för blotta ögat om stjärnan hade befunnit sig på en observerbar del av natthimlen vid den aktuella tiden. Den var det ljusaste flare som dittills (2008) observerats från en annan stjärna än solen. 
I oktober 2022 observerades en annan flare i EV Lacertae av en grupp forskare ledda av Shun Inoue från Kyoto universitet, efter att ha observerat stjärnan i kurvor för nästan ultraviolett ljus och vitt ljus. Fyndet tillkännagavs och detaljbeskrevs den 31 december 2023 i förtryckservern arXiv.

## Egenskaper
EV Lacertae är en röd dvärgtjärna i huvudserien av spektralklass M3.5, och en flarestjärna som också sänder ut röntgenstrålning. Den har en massa av ca 0,32 solmassa, en radie av ca 0,33 solradie och har en effektiv temperatur av ca 3 400 Stjärnan har en snabb rotation, som tillsammans med dess konvektiva inre, producerar ett magnetfält som är mycket kraftfullare än solens. Det starka magnetfältet tros spela en roll i stjärnans förmåga att producera så ljusstarka flarer.